# 昆蟲採集
昆蟲採集是以興趣、學術或商業等目的來採集昆蟲的行為。昆蟲採集在世界各地是一種不分老幼受到歡迎的嗜好。採集的目的通常是作為學術上的研究，不過也可以作為藝術上的裝飾。大多數昆蟲有著堅硬的外骨骼，這代表在適當的條件下，昆蟲標本可以保存相當長一段時間。另一方面，昆蟲種類繁多，其中不乏色彩鮮豔或稀少的種類，因此也構成蒐集的條件。

## 歷史

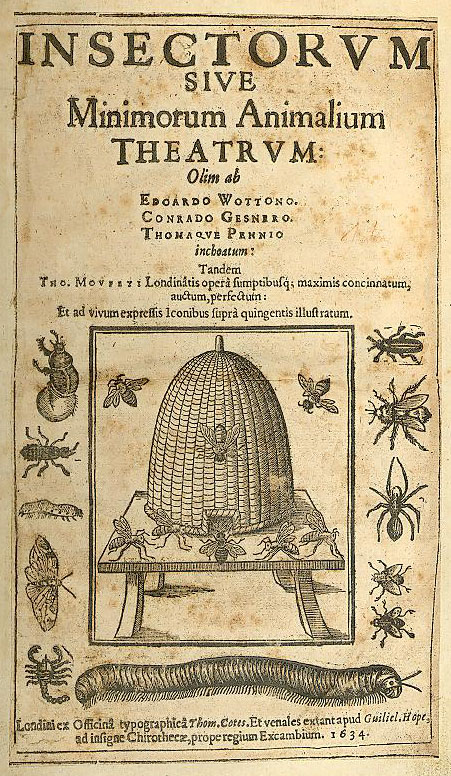
Theatrum Insectorum (1634)

人類採集與觀察昆蟲已經有很久的歷史，然而要等到17世紀啟蒙時代人們才開始以科學的方法系統性研究昆蟲。其中最早一部關於昆蟲的巨作是1634年出版的《Insectorum sive Minimorum Animalium Theatrum》（昆蟲劇院），由Thomas Muffet與Konrad Gessner等自然學者所編著。
其他早期著名的昆蟲學家還包括约翰·法布里丘斯（Johan C. Fabricius）與他的老師卡爾·林奈（Carl Linnaeus）。法布里丘斯被認為是18世紀最重要的昆蟲學家，命名了超過1萬個物種，並建立了現代的昆蟲分類系統。林奈出版了10本關於昆蟲的著作，今日他的昆蟲標本仍收藏在倫敦自然史博物館、巴黎國立自然史博物館與哥本哈根丹麥自然史博物館。

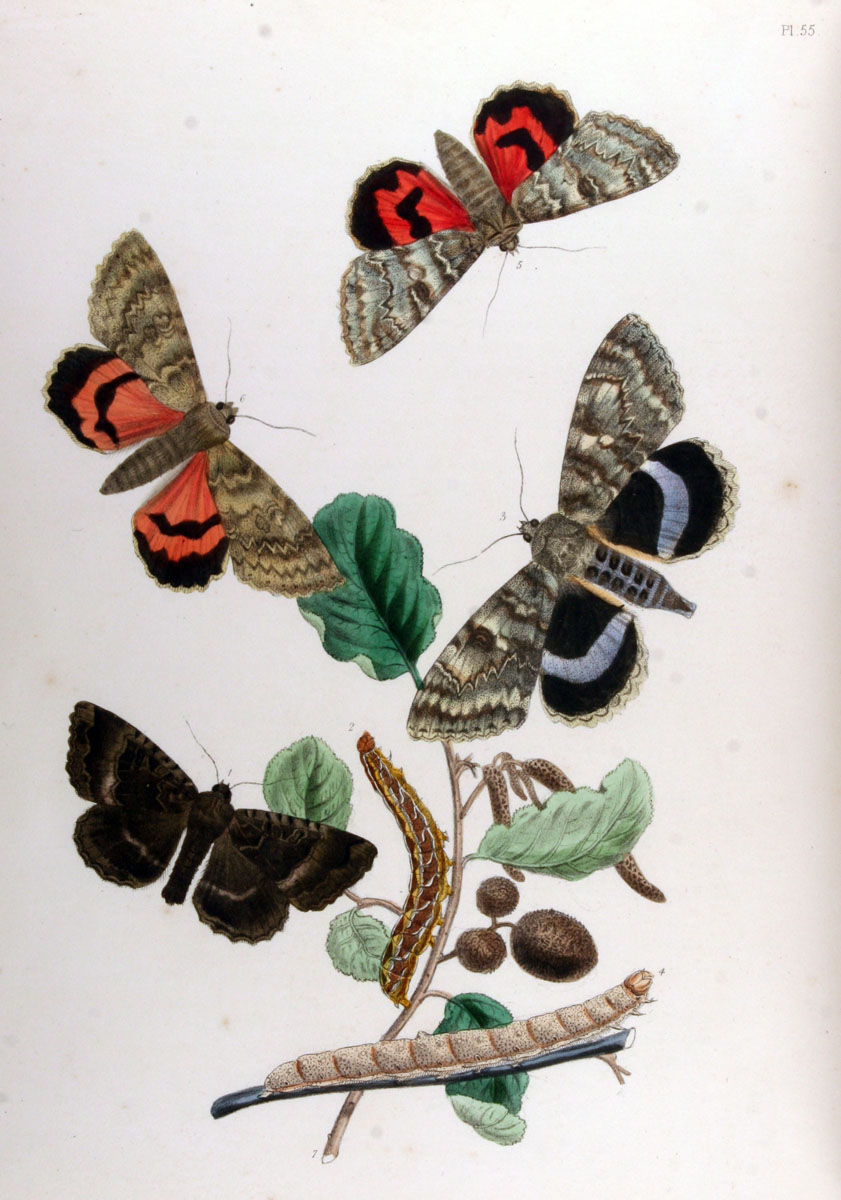
British Moths and their Transformations (1845)

19世紀早期昆蟲學開始有很大的進展，這主要歸功於William Kirby。Kirby經常被描述為“昆蟲學之父”，他與William Spence在1815至1826年間出版了四卷的《昆蟲學入門》（Introduction to Entomology），並在1833年成立倫敦昆蟲學會。昆蟲採集在維多利亞時代成為一種受歡迎的消遣。工業革命的發展使得人們有更多閒暇時間與較高收入，人口大量移往城市使得人們開始在藝術、文學、詩歌上將大自然浪漫化。業餘的植物、昆蟲與賞鳥愛好者等博物學者開始研究自然環境，大量的昆蟲標本在19世紀成為博物館的收藏。Henry N. Humphreys在1843年出版了繪製精美的圖鑑《British Moths and Their Transformations》，讓更多一般民眾對昆蟲的生活史有更深入的了解。其他維多利亞時代著名的昆蟲學家還包括Thomas Say與尚-亨利·法布爾 (Jean-Henri Fabre)。

## 採集
採集前應先做好功課，瞭解昆蟲的棲息地點、活動時段、活動季節等，才不會撲空。
採集時應著長袖長褲，以防蚊蟲叮咬或草割。帶帽可以遮陽避暑。身上不要擦抹香水，以免招來蜂類等危險性昆蟲。背包中應準備緊急藥品，以備在深山中發生意外時使用。盡量不要一個人單獨採集，否則發生意外無人可求助。

### 工具
捕蟲網是採集昆蟲的基本工具。依照用途，捕蟲網可以分為三種：捕網是最常用的捕蟲網，主要用來捕捉飛蟲，網袋材質通常為尼龍紗，可避免傷害蝴蝶翅膀；掃網則主要用來捕捉草叢間的昆蟲，網柄較短，網袋材質也較捕網堅固；水網則是用來捕捉水棲昆蟲，網袋材質以金屬製居多。
徒手或用鑷子不太容易採集小型昆蟲，這時可以用吸蟲管來捕捉。吸蟲管是一種開口上插有一細塑膠管與一橡皮管的粗塑膠管。在細塑膠管上綁有紗布，可防止小蟲吸入口中。
採集到昆蟲後，如果想製成標本，則使用毒瓶或毒管來殺死昆蟲，以防止昆蟲在掙扎的過程中受傷。毒瓶或毒管結構類似，只是大小不同。瓶內使用氰化鉀、或棉花沾乙醚、四氯化碳、醋酸乙酯等毒劑而成。若直接使用酒精殺死昆蟲會使得綠色昆蟲失去色素。毒斃後的昆蟲應盡快分類，註明採集日期與地點。毒瓶中的毒劑對人體也有影響，應避免長期接觸。氣態的毒劑揮發快，一定時間需要更換，避免藥性散失。
在捕獲蝶蛾類時，為防鱗片脫落，可將採集來的昆蟲置入三角袋中。三角袋的材質為光滑透明的臘紙，可以製成各種大小、放置不同大小的蝶蛾類。捕獲蝶蛾類後，以手指捏壓其胸部，再將翅膀摺好置入袋中。
採集到昆蟲後，如想飼養，可以將昆蟲裝入捕蟲籠中帶回飼養。捕蟲籠材質不一、型式多樣。主要方便捕獲的昆蟲丟入籠中，以及防止籠中昆蟲逃逸。

### 方法
一般採集法利用捕蟲網採集空中、草叢或水棲的昆蟲，或利用吸蟲管捕捉小型昆蟲。
燈火誘集法是利用昆蟲趨光的習性，捕捉趨光性昆蟲。在沒有月亮的黑夜，選擇適當的地點懸掛白布與誘蟲燈。趨光性昆蟲見到燈光，便會自動飛來。
陷阱法是將裝有誘餌的玻璃瓶埋入土中，步行性昆蟲受到引誘自然掉入陷阱中。步行性昆蟲由於無法飛行，因此掉入瓶中後也無法爬出。
|  |  |

吸蟲管
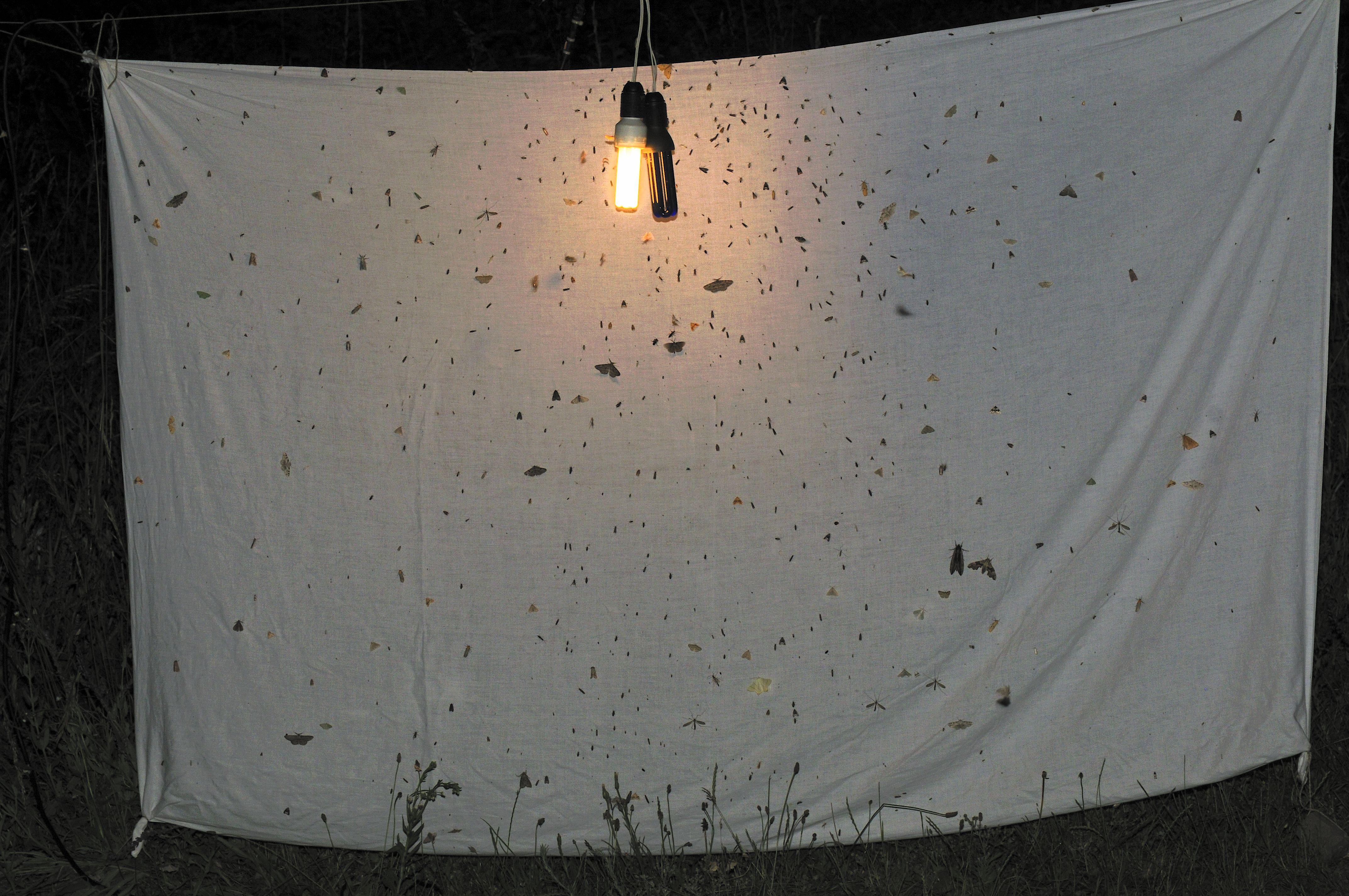
燈光誘集法

## 飼養
飼養昆蟲可以觀察昆蟲在各階段的型態、瞭解昆蟲的生活史。飼養前應先瞭解昆蟲的棲息環境、習性、食性等，否則帶回家也活不了多久。肉食性昆蟲只能單獨飼養，否則會自相殘殺。食物、排泄物應定期更換，否則會污染、發黴，影響昆蟲健康。外來種昆蟲不能隨便在野外放生。

## 標本製作

### 工具
蟲針是一種不鏽鋼金屬針，用來固定昆蟲。一般不使用其它普通鐵針，以防生鏽破壞標本。蟲針可分成00號～6號，號數越小越細、越大越粗。
展翅板是用來固定蝴蝶等飛蟲翅膀的工具。下層材質為木板、上層鋪有兩片軟木或保麗龍板，以供針插；板面光滑，避免傷害鱗粉。中間留有一溝，放置蟲體。展足板是鋪有軟木或保麗龍板的木板。可供調整甲蟲等昆蟲的肢體、觸角、姿勢等。
紙條用來固定昆蟲肢體、翅膀，為避免在標本翅膀上戳洞，半透明的蠟紙工作起來比較方便。留針則是用來固定紙條的針，用來整姿。

### 方法
乾燥標本法使用適當粗細的蟲針，垂直插入蟲體。以大頭針在展足板或展翅板上調整肢體、觸角、翅膀、姿勢等。綿球可以用來輔助固定，避免蟲體下垂。肉食性昆蟲需用刀片、鑷子將內臟取出，以脫脂綿填充，防止標本腐爛。標本量大時，需立即附上標籤避免日後混淆。固定好的蟲體置於乾燥不受光照處數週，標本需完全乾燥才不容易發黴，乾燥期間需注意蟑螂、螞蟻等其它昆蟲蛀食。
浸漬標本法適用於身體柔軟的昆蟲，例如昆蟲的幼蟲或蛹。先將蟲體浸於固定液中，時間依蟲體大小不定，再將蟲體置於保存液中。固定液與保存液各家方法不同，固定液可使用Carnoy's固定液（酒精:冰醋酸=3:1），保存液可使用純酒精。標本製成後，置於玻璃瓶內，瓶口密封。如瓶內保存液變色或蒸發，應立即更換瓶內保存液。
樹脂封埋標本是商業上常用的方法，將標本封埋於聚合樹脂中，製成鑰匙圈、紙鎮等飾品。

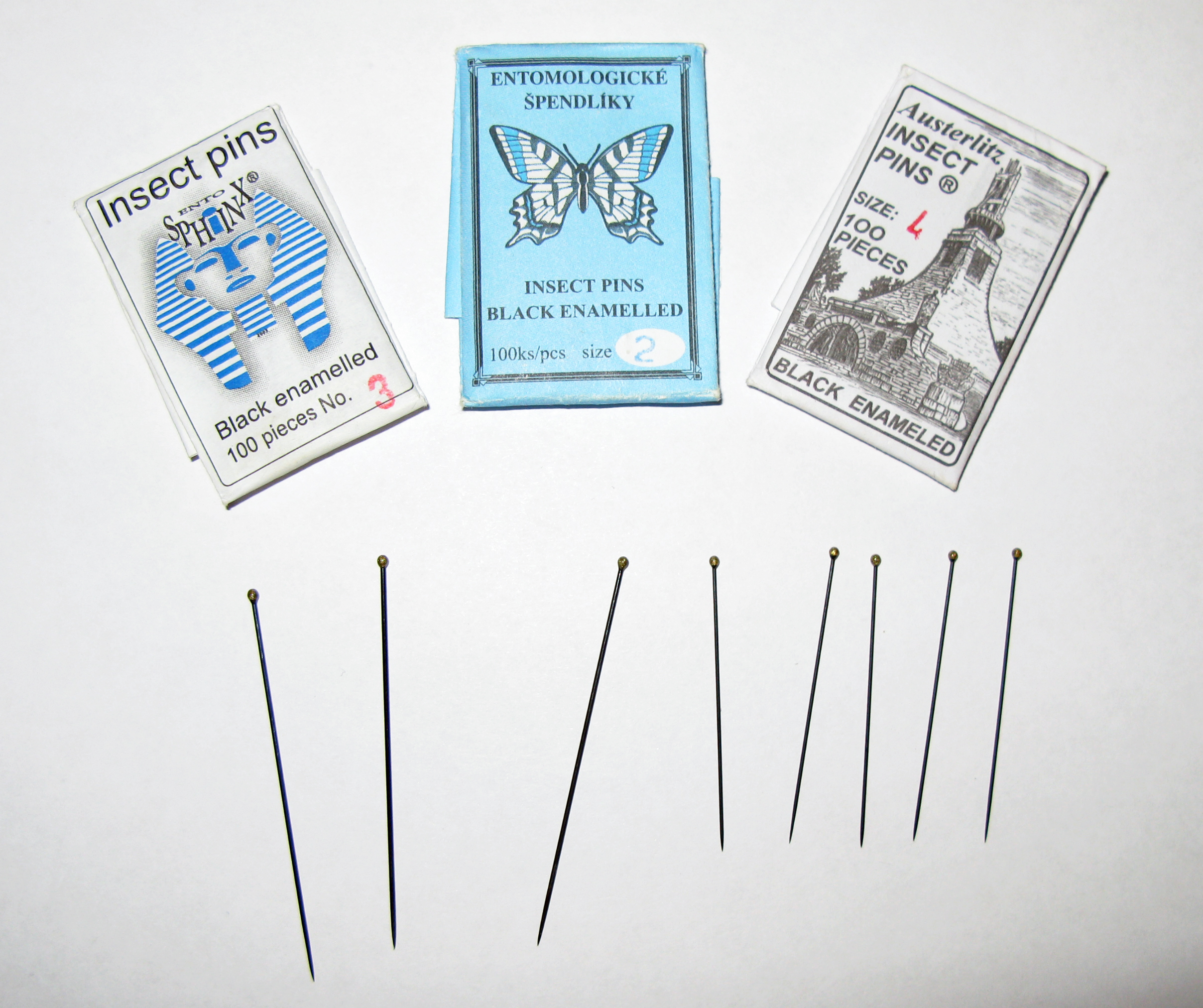
蟲針
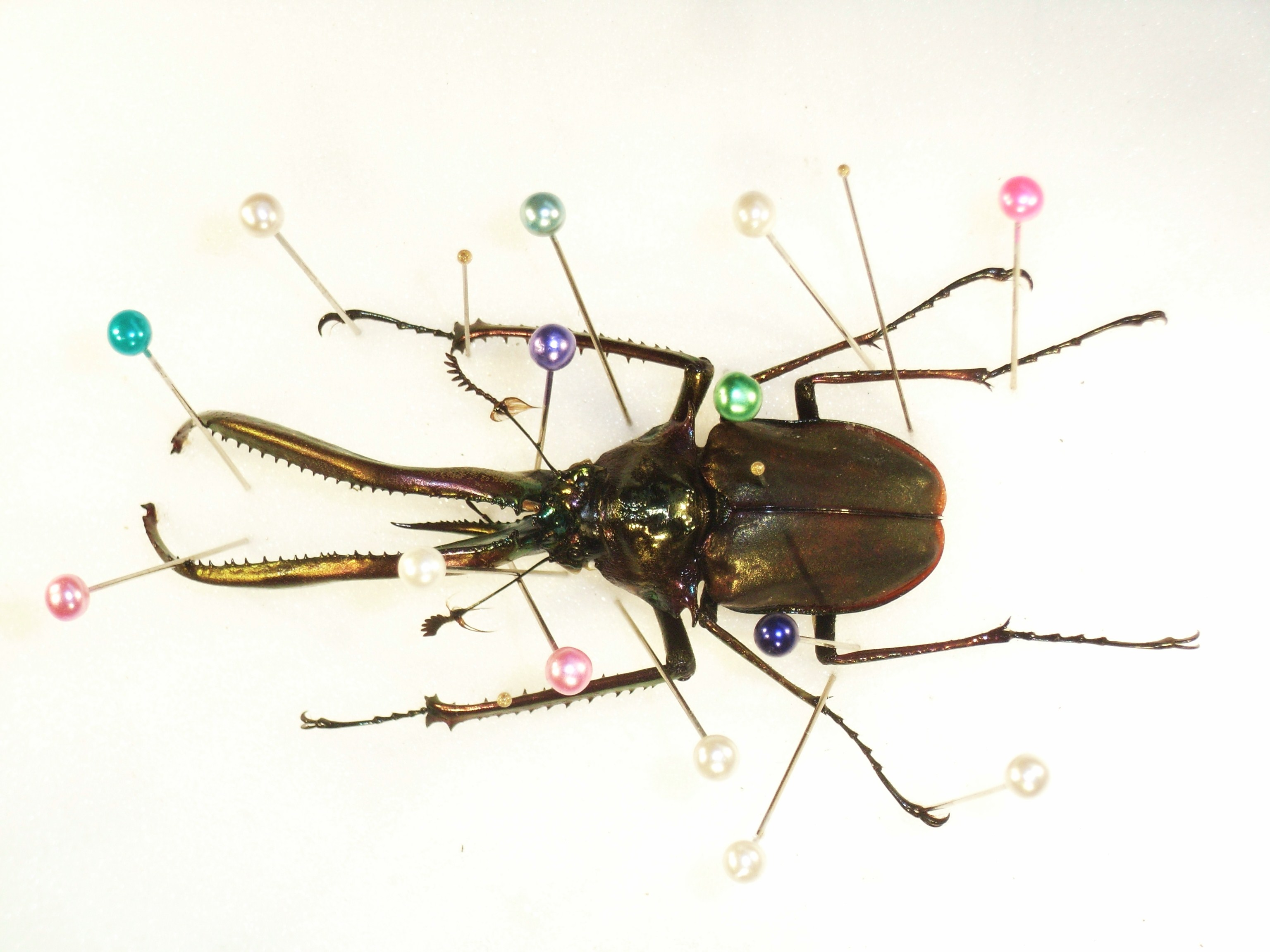
展足板

## 鑑定與保存
標本製作完成後，需附上標準格式的蟲籤。蟲籤上詳細記載採集日期（時間）、地點（海拔、經緯度）、學名、採集者等資料。沒有標籤的標本，沒有任何學術價值。另外需注意書寫標籤應使用不易褪色、不與其它化學藥品作用的墨水。
標本的鑑定可以翻查昆蟲圖鑑，或是請專家學者幫忙鑑定。昆蟲的體色經常有個體上的差異，圖鑑上沒有並不代表發現新種，現代的新種認定均需要經過嚴謹的分子生物學分析，並核對資料文獻及模式標本才能發表。
製好的標本應放入特製的標本盒中保存，標本盒的四周放置萘粉、樟腦粉、石炭酸等驅蟲、防黴劑。再將標本盒放入標本櫃中收藏，保存於乾燥通風處，防止蟲蛀、發黴等問題破壞標本。避免陽光直射，以防標本褪色、脆化。

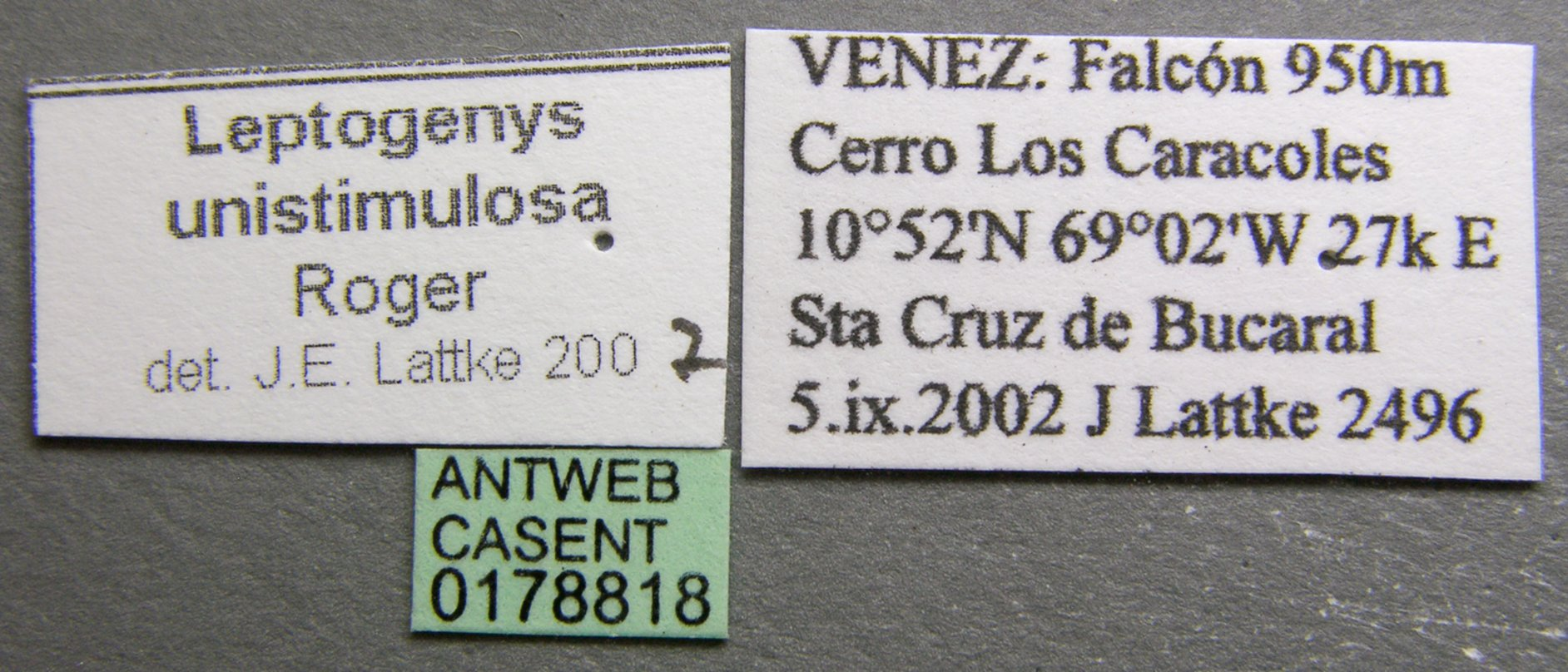
蟲籤
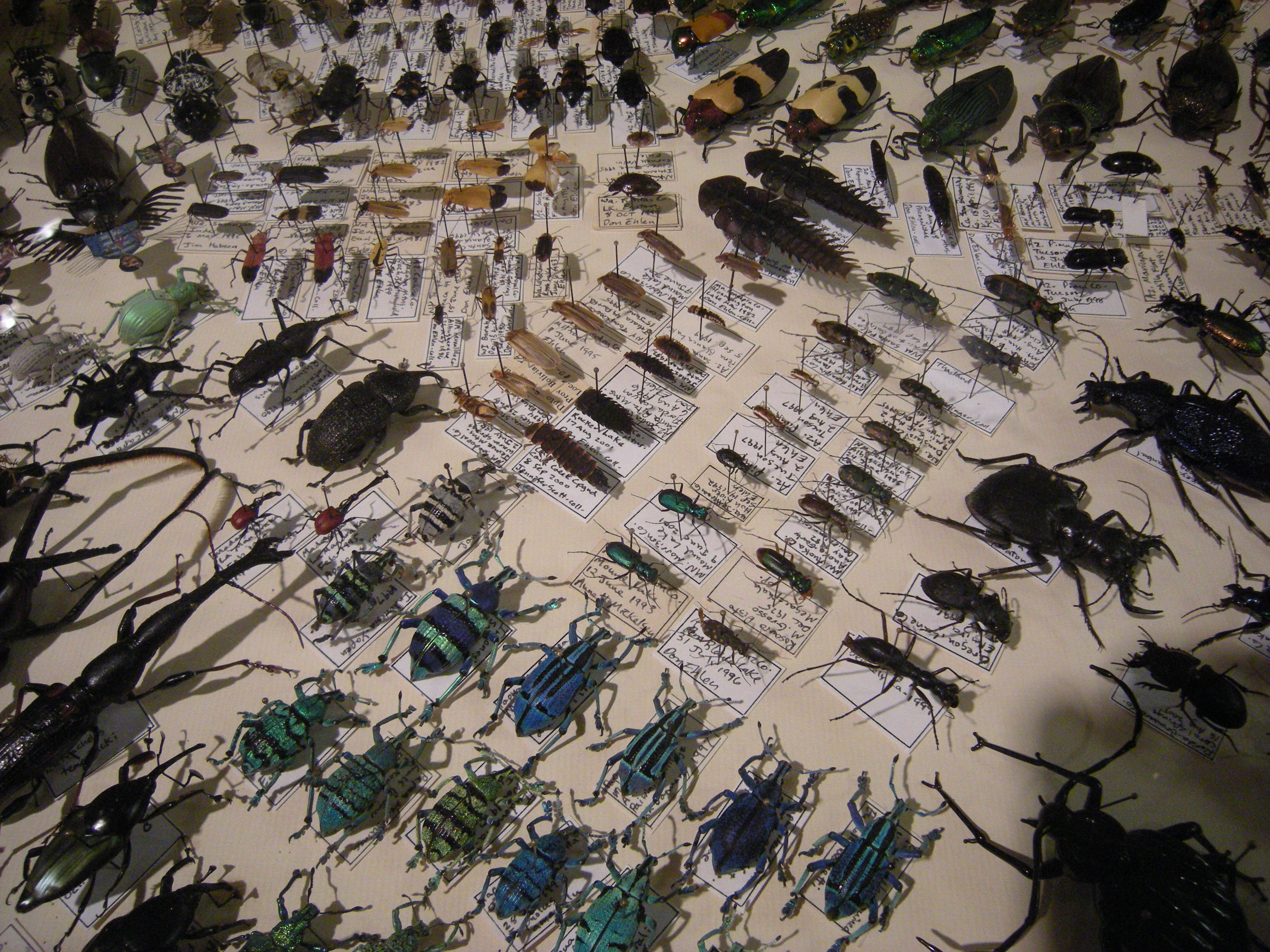
甲蟲標本
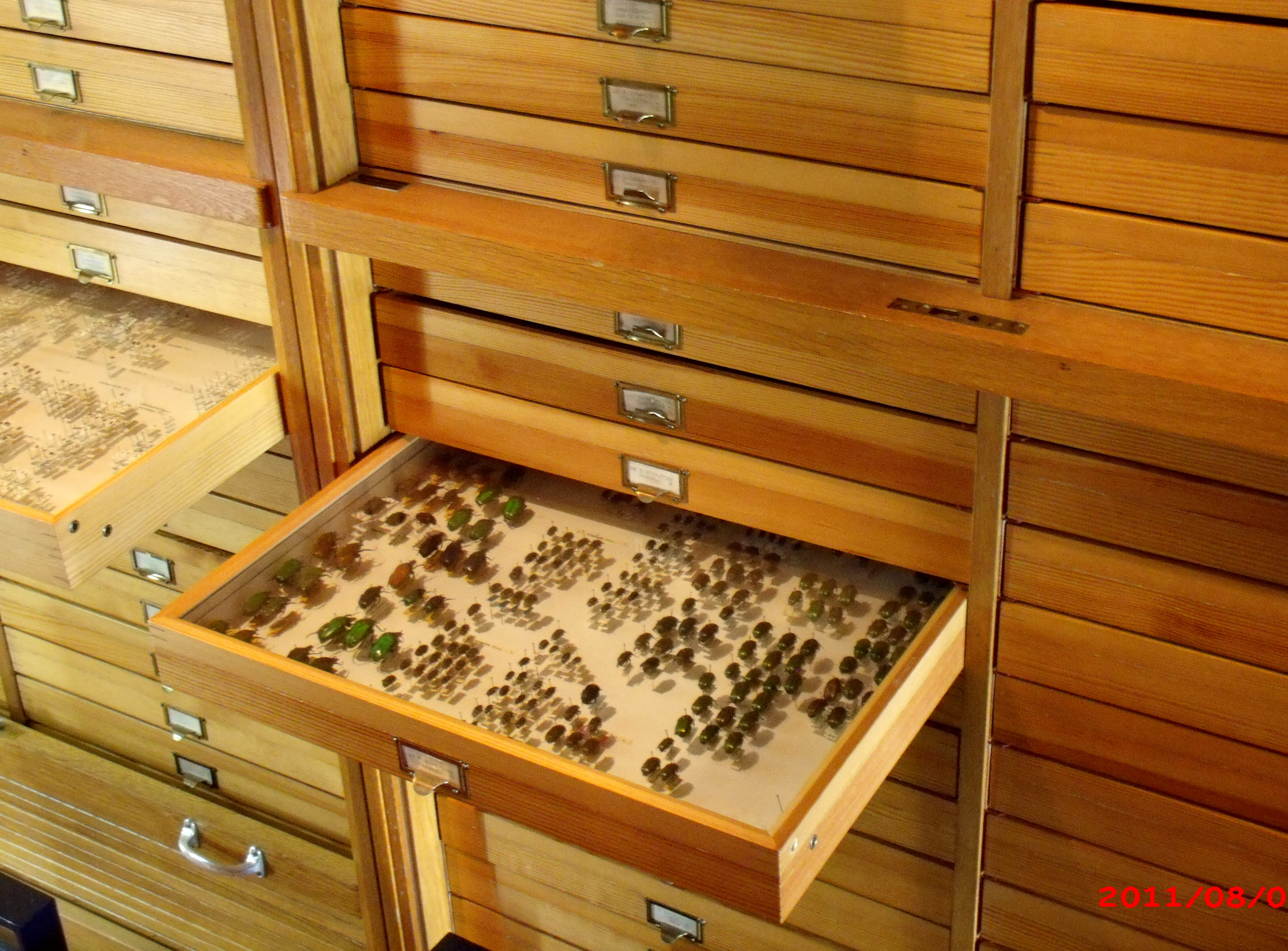
標本櫃